# Jun Watanabe
Pour les articles homonymes, voir Watanabe et Jun Watanabe (homonymie).
Jun Watanabe (渡辺 純), né le 20 juillet 1954 à Tokyo, est un architecte japonais, ancien professeur à l'université Chūbu (jusqu'en 2009).

## Biographie
Après des études à l'université de Tokyo, Jun Watanabe termine une maîtrise d'architecture de design urbain à l'université Harvard en 1983. Il travaille avec Kenzo Tange & URTEC (1978–81), I.M.Pei & Partners (1983–85) et Maki and Associates (1985–1990). Après avoir remporté le prix de la Makuhari Messe pour un projet conçu avec Maki & Associates, il prend un poste de professeur adjoint d'architecture à l'université du Texas à Austin en 1990, où il occupe un poste de professeur en 1996. Il déménage à l'Université de Chubu comme professeur en 1996 et fonde le studio Jun Watanabe & Associates en 1990. 
Jun Watanabe est lauréat de deux prix AIA locaux en 1993 et 1995 à Austin. En 2003, il reçoit la médaille d'or, catégorie résidentiel / intérieur de la biennale de Miami + plage 2003, pour son travail sur la villa Gamagori. En 2011, il reçoit le « Good Design Award » avec son travail d'appartement Hiroo.

## Réalisations
- 1995 : Parents House in Chofu
- 1992 : villa Gamagori
- 1999 : maison à Kibi
- 2003 : dortoir des étudiants étrangers de l'université Chubu
- 2004 : Villa Nakakaruizawa
- 2005 : Orphant House ‘Aster’
- 2006 : Nakameguro 2-chome Condominium
- 2007 : immeuble d'habitation à Oobu
- 2008 : immeuble d'habitation à Ogikubo
- 2009 : immeuble d'habitation à Hiroo
- 2009 : Maison à Seijou
- 2010 :  Michino-eki Tomika (2010)
- 2010 : Condominium à Takatsu (2010)
- Rénovation du centre international de conférence de la foire de Makuhari

## Galerie

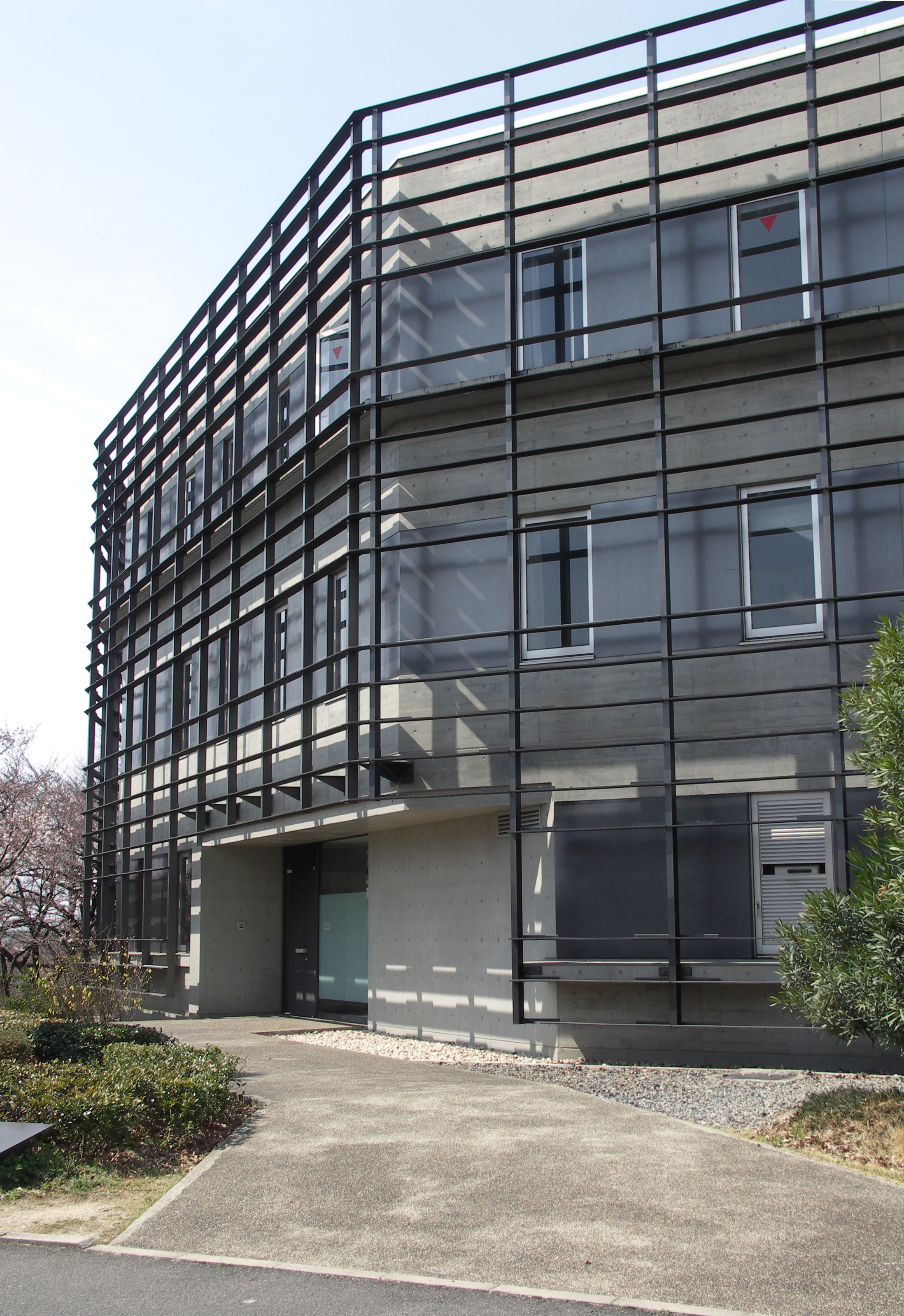
Dortoir des étudiants étrangers de l'université Chūbu
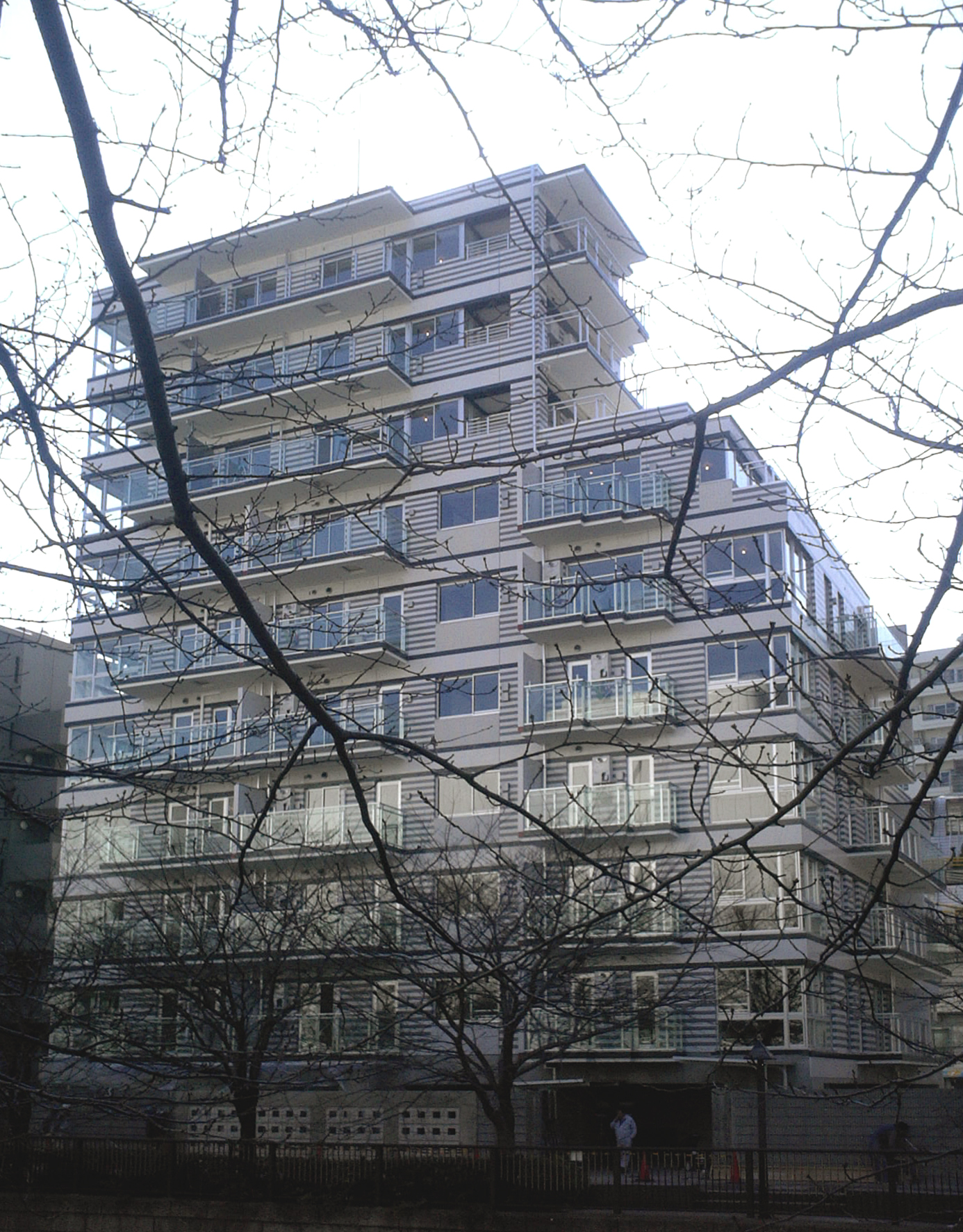
Nakameguro 2-chome Condominium
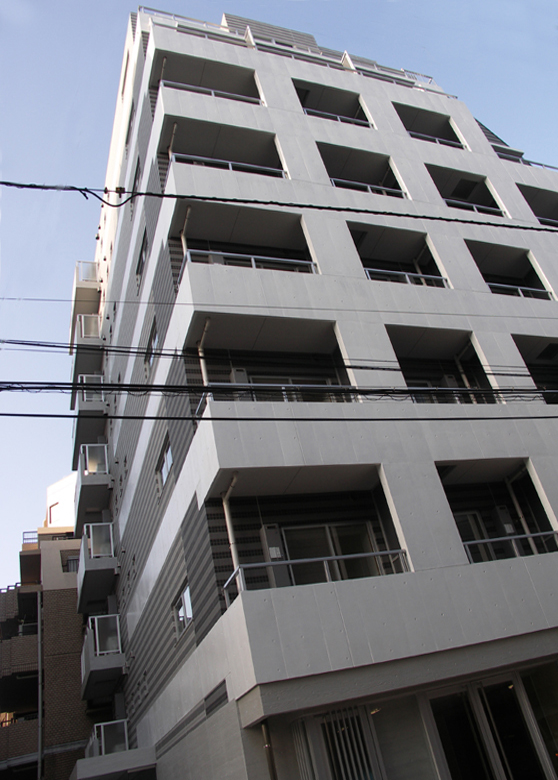
Appartement à Ogikubo
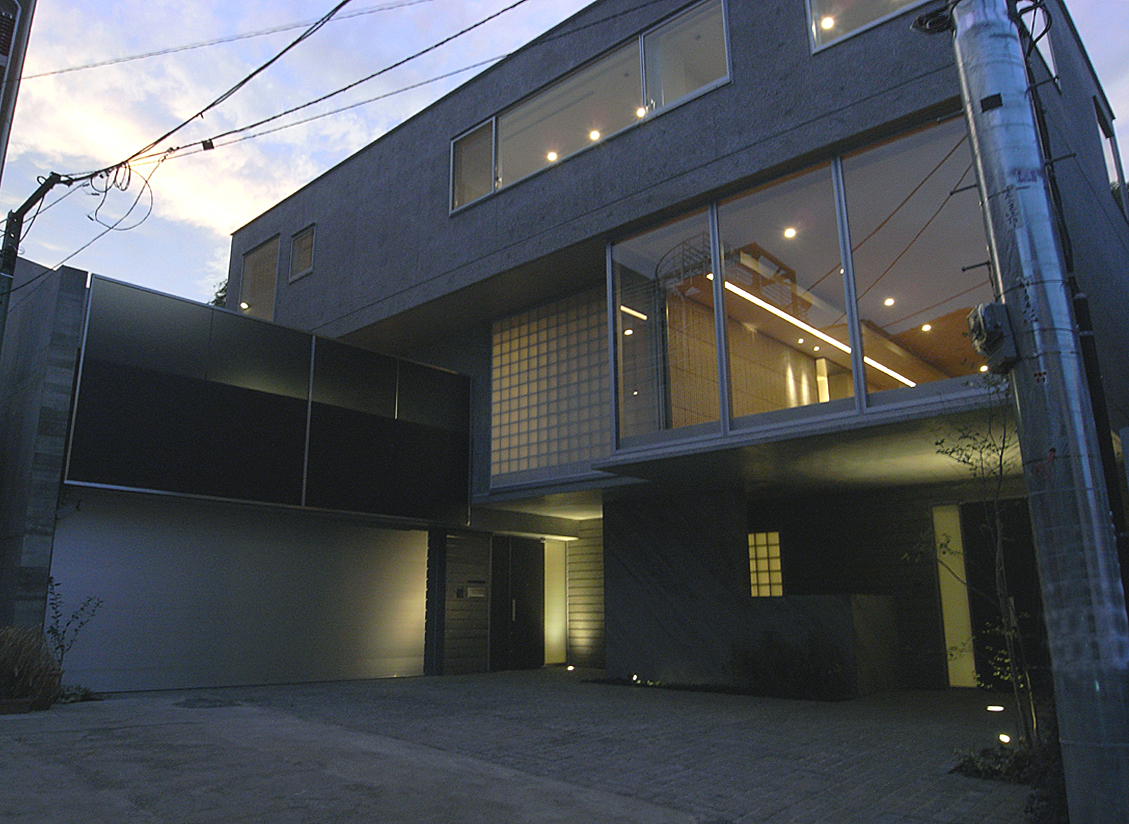
Appartement à Hiroo
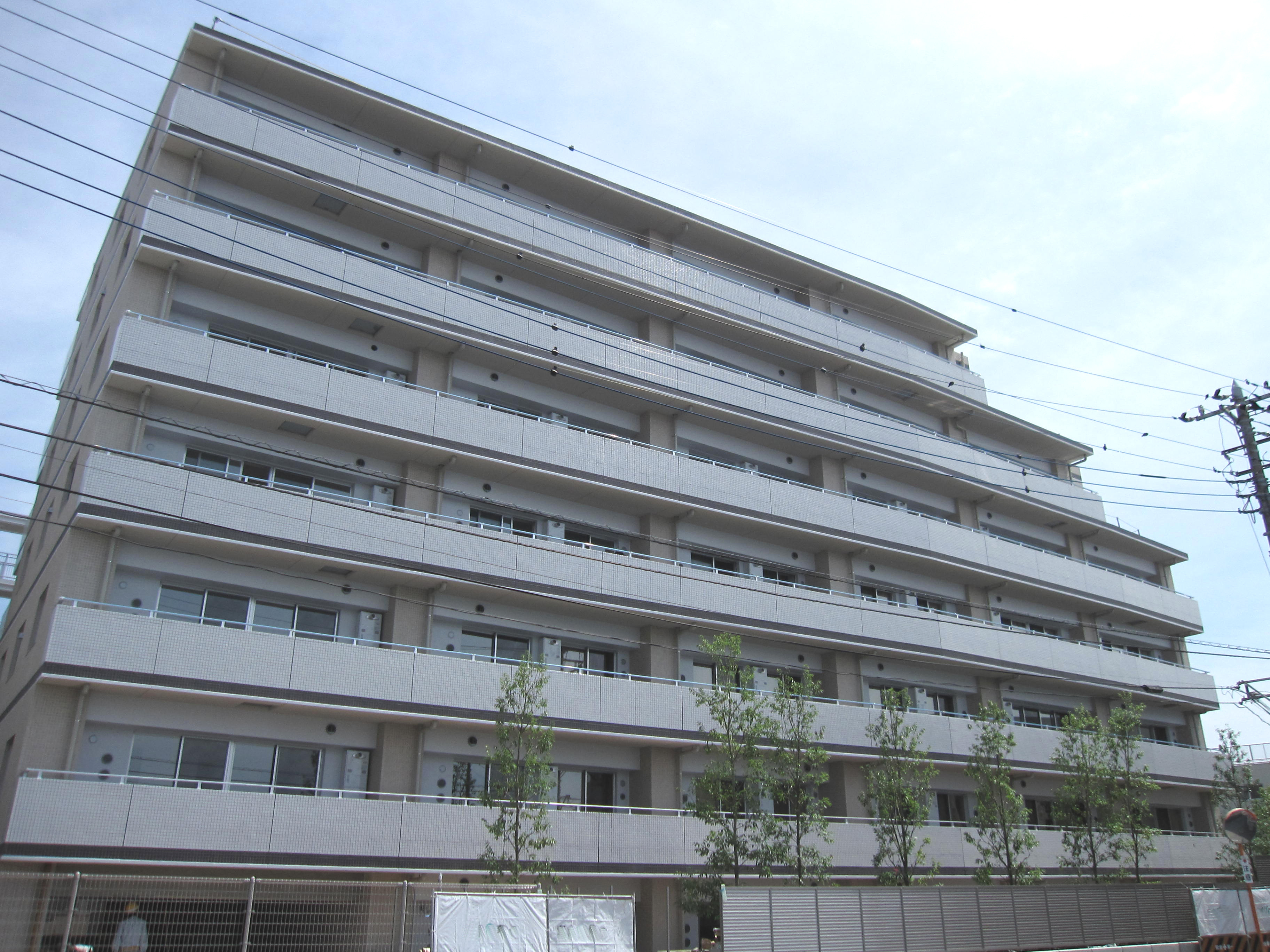
Condominium à Takatsu

## Prix et récompenses
- 1993 : Citation of Honor, American Institute of Architects, Austin Chapter
- 1995 : Design Merit, American Institute of Architects, Austin Chapter
- 2001 : Selected Work (prix du design), Institut d'architecture du Japon
- 2002 : Selected Work (prix du design), Institut d'architecture du Japon
- 2003 : Médaille d'or, Miami+Beach Biennale Residential Category
- 2005 : Selected Work (prix du design), Institut japonais des architectes
- 2006 : Selected Work (prix du design), Institut japonais des architectes
- 2010 : Selected Work (prix du design), Institut japonais des architectes
- 2011 : Good Design Award, Gouvernement japonais

- Society of Architects and Building Engineers, prix 2003[2]
- Society of Architects and Building Engineers, prix 2005[3]
- Institut japonais des architectes, prix 2005[4]
- Institut japonais des architectes, prix 2006[5]
- Institut japonais des architectes, prix 2010[6]

## Source
- (en) Cet article est partiellement ou en totalité issu de l’article de Wikipédia en anglais intitulé « Watanabe Jun » (voir la liste des auteurs).